# 소재 스캘리웨그
소재 스캘리웨그 (영어: Soze Scallywag, 본명: 소재현, 1995년 5월 16일 ~ )는 대한민국의 래퍼이자 피아니스트, 프로듀서이다. 활동명 소재 스캘리웨그는 본명 소재현과 '장난꾸러기'의 뜻을 가진 스캘리웨그를 합쳐서 만들었다. 그는 재즈와 힙합이 결합된 음악을 주로 하고 있다.
2015년부터 사운드클라우드 활동을 시작, 2016년 재즈밴드와 함께 만든 'Yello Tequilla' 곡 발표와 함께 공연을 다니고, 나일론 매거진에 새로운 흐름을 일으키는 뮤지션으로 소개되면서 힙합씬에 이름을 알렸다. 2017년에는 재즈힙합 믹스테잎 《Jazzy Day》로 좀 더 리스너들에게 다가선다. 이 믹스테잎에는 국내 래퍼 챙스타 (Changstarr), 존재인 (Jon Xaine), 해외 래퍼 나이브(Nieve), 레이스카(RacecaR) 등이 참여하면서 이목을 끌었다.
2019년 첫 싱글 ‘Happy Song!’ 을 발표하면서 데뷔하고, 음원사이트를 통해 들어오는 음원수익의 전체를 기부할 것이라고 힙합엘이를 통해 전했다.

## 디스코그래피
- 2015년 12월 30일 싱글 《Jam Jam Flow》
- 2016년 5월 16일 싱글 《Yello Tequilla》
- 2017년 1월 28일 믹스테잎 《Jazzy Day》
- 2019년 1월 11일 싱글 《Positive mind》
- 2019년 소재 (Soze) 싱글 《Happy Song!》
- 2020년 소재 (Soze) 싱글 《Puzzle》
- 2021년 소재 (Soze) 싱글 《Juliet》
- 2022년 소재 (Soze) 싱글 《위로 (Michael Jordan)》